# Microbiological Research
Microbiological Research ist eine wissenschaftliche Fachzeitschrift für Mikrobiologie. Sie erschien erstmals als Centralblatt für Bakteriologie, Parasitenkunde und Infektionskrankheiten im Jahr 1896. Bis 1981 hieß sie Zentralblatt für Bakteriologie, Parasitenkunde, Infektionskrankheiten und Hygiene und von 1982 bis 1993 Zentralblatt für Mikrobiologie.
Sämtliche Aufsätze werden ein Jahr nach ihrer Veröffentlichung in PDF frei zugänglich gemacht (englisch delayed open access).